# Serie 6000
La serie 6000 es una serie de unidades móviles del metro de Madrid y el subte de Buenos Aires construidas por CAF durante el año 1998 y que prestan servicio por el tramo TFM de la línea 9 del metro de Madrid y la línea B del subte de Buenos Aires. Actualmente esta serie tiene trenes que se componen de dos unidades motrices (M+M), y otros de dos unidades motrices y un remolque (M+R+M), aun que en Buenos Aires se ven triplas (M+M, M+M, M+M) y duplas (M+R+M, M+R+M) respectivamente.
La serie 6000 fue fabricada para prestar servicio tanto para trayectos cortos como para trayectos largos en exterior como es la línea 9b (TFM).
Los bogies de los coches 6000 han sido diseñados por CAF, y construidos por ésta y por Alstom. 

## Características

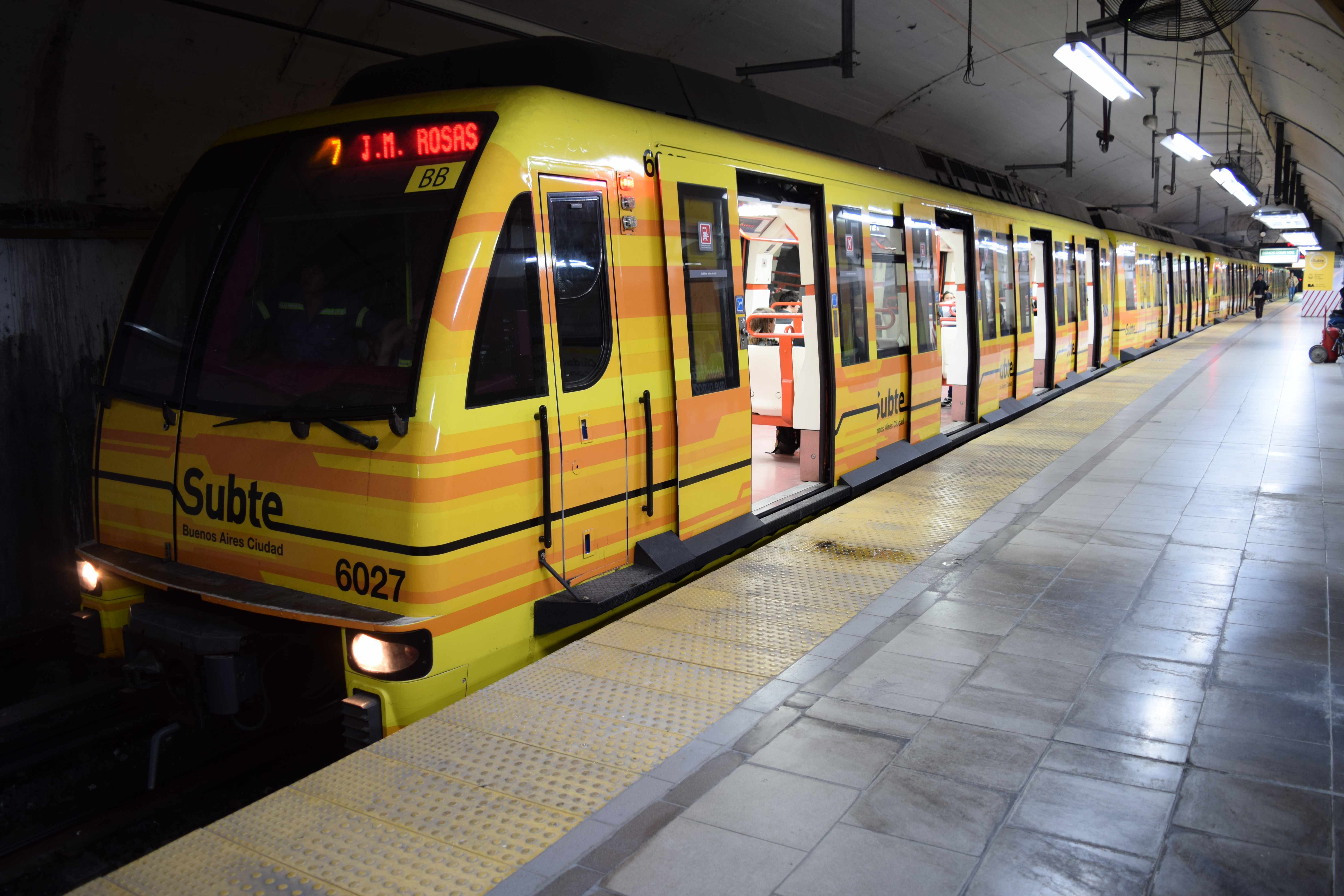
Un tren aguardando partida en la estación Leandro N. Alem, en la Línea B.

Esta serie forma trenes constituidos por unidades MM o MRM, sumando triplas y duplas respectivamente, aun que solo en Buenos Aires, con vagones comunicados por un pasillo diáfano que permite al viajero pasar de un lado a otro. Fueron los primeros trenes del Metro de Madrid en incluir este tipo de pasillo. Todas las unidades de esta serie son monotensión a 600 Vcc y están fabricadas para un ancho de vía de 1445 mm y gálibo ancho (2,776 m de ancho). Estos coches incluyen aire acondicionado en el compartimento de viajeros, caja negra, equipo ATP y ATO, información a viajeros acústica y visual y comunicación viajero-maquinista. Las ruedas son enterizas insonorizadas, con un diámetro máximo de 860 mm y mínimo de 790 mm.
Es la única serie del Metro de Madrid con asientos encontrados.
Para operar en la Línea B del Subte de Buenos Aires las unidades vendidas fueron modificadas para poder circular en sus vías de ancho internacional, además de la colocación de suplementos laterales para compensar el ancho de las unidades con el gálibo ferroviario de dicha línea (3100 mm). También se ha limitado la velocidad máxima, siendo esta ahora de 60km/h.

## Seguridad
Cada coche está dotado de dos frenos de emergencia y apertura manual en cada una de las puertas, así como de una puerta de emergencia en el extremo opuesto al habitáculo del conductor que permite el paso al siguiente coche del tren.

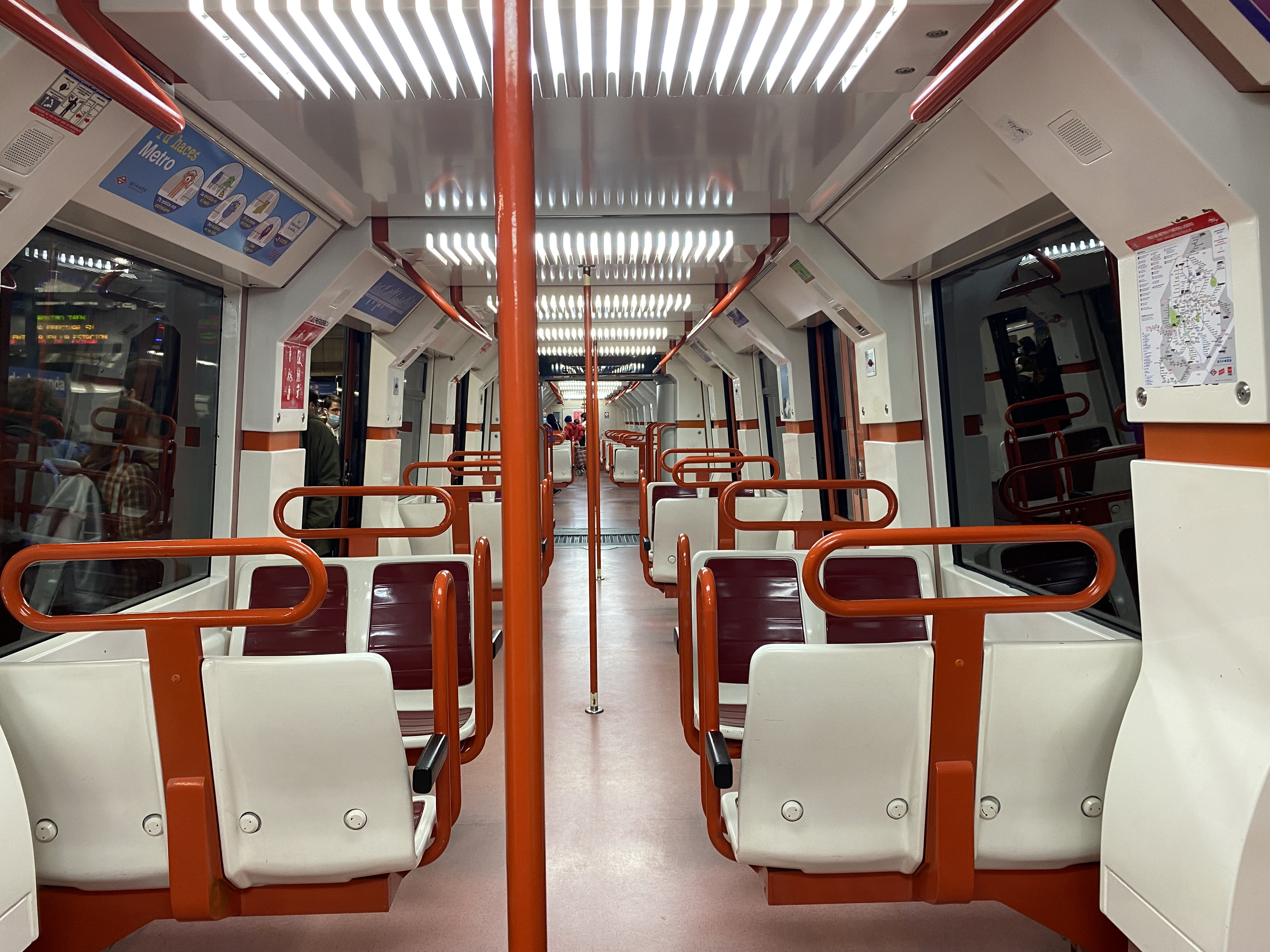
Interior de un CAF 6000 en la línea 9b.

Los frenos de emergencia consisten en un asidero de color rojo situados en extremos opuestos del coche (parte de delante y de detrás o junto a las puertas de los extremos, uno en cada lado).
La apertura manual de las puertas consiste en una palanca roja situada bajo una tapa metálica encima de cada puerta. Se acciona desplazando la palanca desde la posición vertical a la posición horizontal en el sentido de las agujas del reloj. Tras liberarse el cierre de la puerta esta puede abrirse sin más que empujando con las manos.

## Historia
La serie 6000 circula por la línea 9 desde el año 1998, después de la ampliación hasta Arganda del Rey. Estos trenes al principio circulaban con dos unidades motrices (MM), pero luego se añadieron remolques convirtiéndose en unidades MRM.
Durante Rock in Rio de Madrid circularon trenes con composición MRM-MRM para soportar una mayor demanda.
En julio de 2013, se vendieron 86 unidades (72 M y 1 R por parte de Metro de Madrid; 13 R por parte de Caixa Renting), de las 132 fabricadas al subte de Buenos Aires para utilizar en su línea B; junto a la tecnología de catenaria rígida; totalizando un ingreso de aproximadamente 32,6 millones de euros (solamente por parte de Metro de Madrid). Tras esta venta su circulación ha quedado restringida al tramo TFM (Puerta de Arganda - Arganda del Rey), donde prestan servicio en la configuración M+R+M.
Al año 2023 en la Línea B solo se encuentran 5 de las 14 formaciones posibles en funcionamiento debido a diferentes razones, como revisiones, reparaciones o a la espera de repuestos. Una de las formaciones se encuentra almacenada en un galpón desde su llegada a la Argentina.

## Amianto
En marzo de 2018 se dio a conocer el hallazgo de asbesto en un disyuntor de una unidad perteneciente a Metro de Madrid. Desde Metro aseguraron que el componente "no representa ningún riesgo para los usuarios" y que su aparición se debe al "canibalismo" de un equipo antiguo.
En junio de 2022 Subterráneos de Buenos Aires confirmó el hallazgo del material cancerígeno en juntas, arandelas y fusibles, por lo que la flota se incluyó en el "Plan de Desasbestización" que lleva adelante dicha empresa porteña.